# Svedlér
Svedlér (szlovákul: Švedlár, németül: Schwedler) község Szlovákiában, a Kassai kerület Gölnicbányai járásában.

## Fekvése
Gölnicbányától 23 km-re délnyugatra, a Gölnic partján fekszik.

## Története
A falut német bányászok alapították a 13. század elején. Eredetileg három különálló település (Alsó-, Közép-, és Felsősvedlér) volt. 1333-ban Károly Róbert király mindhárom települést a szomolnoki uradalomhoz csatolta, később pedig Gölnicbányához is tartoztak. Svedlért 1338-ban „Tres Swetler”, „Swetler”, „Swadler” alakban említik először. 1368-ban „Swedlery” néven szerepel. 1465-ben mezővárosként a szepesi váruradalom része. 1529-ben anabaptisták telepedtek a Szepességbe, így Svedlérre is. A 16. században Svedlér 143 házzal egyike a Szepesség legnépesebb településeinek. A Thurzók, Csákyak, végül a Bányászkamara tulajdona. Lakói főként bányászok voltak és a környék rézbányáiban dolgoztak.
1662-ben, 1664-ben és 1710-ben pestisjárványok sújtották. Csak 1710-ben a lakosság háromnegyede, 1050 lakos esett a pusztító kór áldozatául. A 18.-19. században a rézbányák mellett nagyolvasztó és bányászati hivatal is működött a településen. 1787-ben 350 házában 2691 lakos élt.
A 18. század végén Vályi András így ír róla: „SVEDLÉR. Német Bánya Város Szepes Várm. földes Ura a’ Kir. Kamara, lakosai katolikusok, és evangelikusok, fekszik Vágendriszszelhez fél mértföldnyire; bányáji nevezetesítik, közel Hutáji is vagynak; határja hegyes, vőlgyes, fája, legelője elég van, keresetre jó módgyok, vagyonnyaik középszerűek.”
1828-ban 343 háza és 2469 lakosa volt.
Fényes Elek 1851-ben kiadott geográfiai szótárában így ír a városról: „Schwedlér, német bányaváros, Szepes vmegyében, Szomolnokhoz észak-nyugotra 1 1/2 mfdnyire: 1064 kath., 1511 evang. lak. Kath. és evang. anyatemplom. Papirosmalom. Fürész és lisztmalmok. Jövedelmei rézbányák, mellyekből évenként 2000 mázsa tiszta réz ásatik. F. u. a kamara.”
1880 és 1890 között sok bányász kivándorolt a községből. 1889-ben nagy tűzvész pusztított, melyben a templom tornya is leégett. A trianoni diktátumig Szepes vármegye Gölnicbányai járásához tartozott.

## Népessége
| Év:            | 1994. | 2004.    | 2014.   | 2024. |
| -------------- | ----- | -------- | ------- | ----- |
| Emberek száma: | 1679  | 1975     | 2087    | 2087  |
| Eltérés:       |       | +17,62 % | +5,67 % | +0 %  |

| Év:            | 2023. | 2024.   |
| -------------- | ----- | ------- |
| Emberek száma: | 2102  | 2087    |
| Eltérés:       |       | -0,71 % |

1910-ben 1858-an, többségében németek lakták, jelentős magyar anyanyelvű kisebbséggel.
2001-ben 1930 lakosából 1625 szlovák, 205 cigány, 67 német volt.
2011-ben 2083 lakosából 1549 szlovák, 331 cigány és 52 német volt.
2021-ben 2112 lakosából 1759 (+55) szlovák, 1 magyar, 185 (+209) cigány, 1 (+2) ruszin, 21 egyéb és 145 ismeretlen nemzetiségű volt.

## Neves személyek
- Itt született Sóltz Vilmos (1833-1901) magyar kohómérnök.
- Itt született 1887-ben Sigmund Keil csehszlovákiai német politikus.
- Itt született 1934. május 10-én Ferdinand Martin Klein pedagógusprofesszor.
- Itt szolgált Johann Konrad Bexheft (1766 körül-1825) evangélikus lelkész.
- Itt is garázdálkodott Gordán Gyuri (19. század) betyár, zsivány.

## Nevezetességei
- Szent Margit tiszteletére szentelt, római katolikus temploma a 14. században épült gótikus stílusban, a 17. században barokk stílusban építették át. Berendezése 18. századi.
- evangélikus temploma 1787-ben épült.
- A Gölnicen a 19. században épített fedett fahíd vezet át.

## Képtár

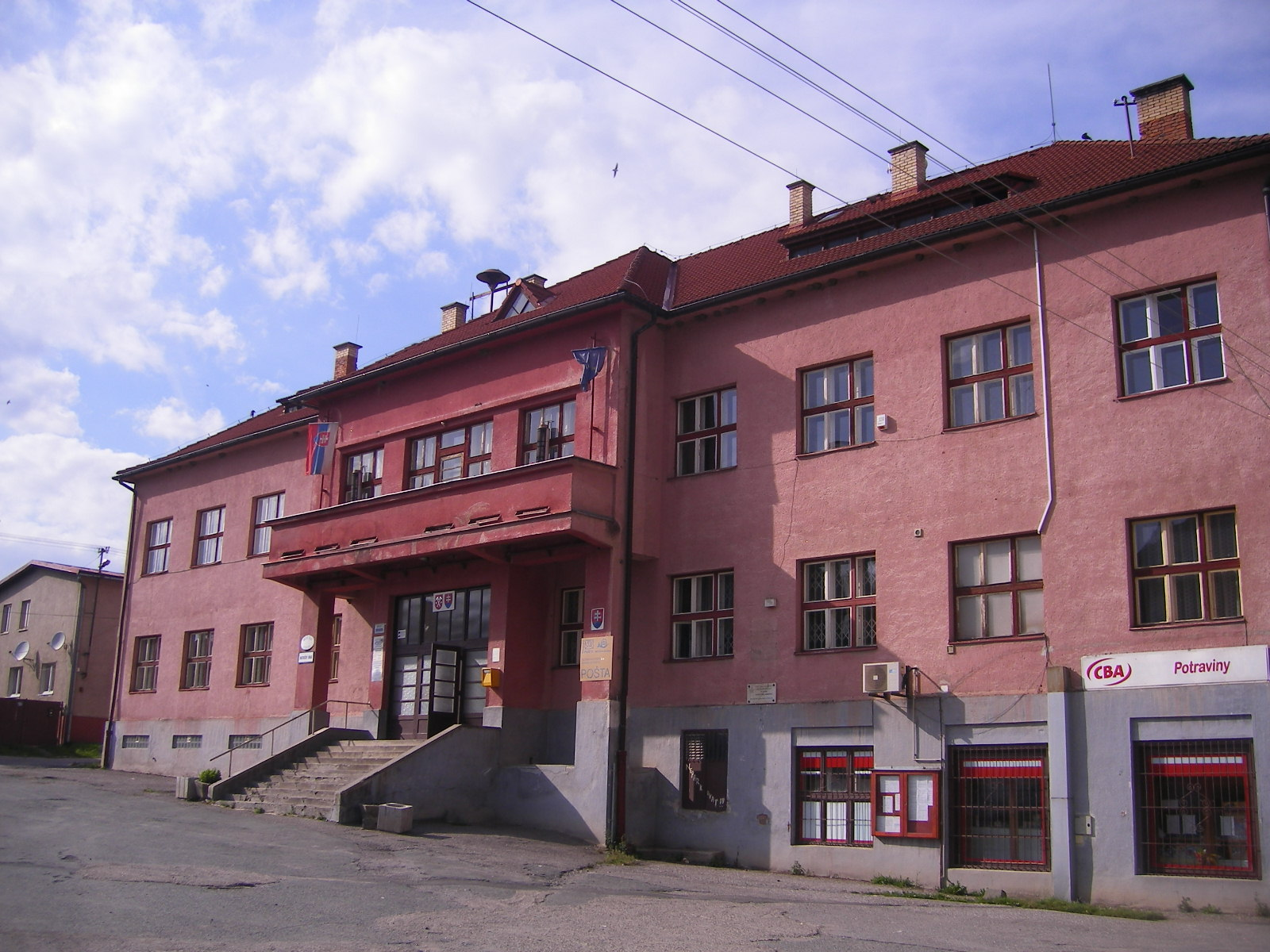
Községháza
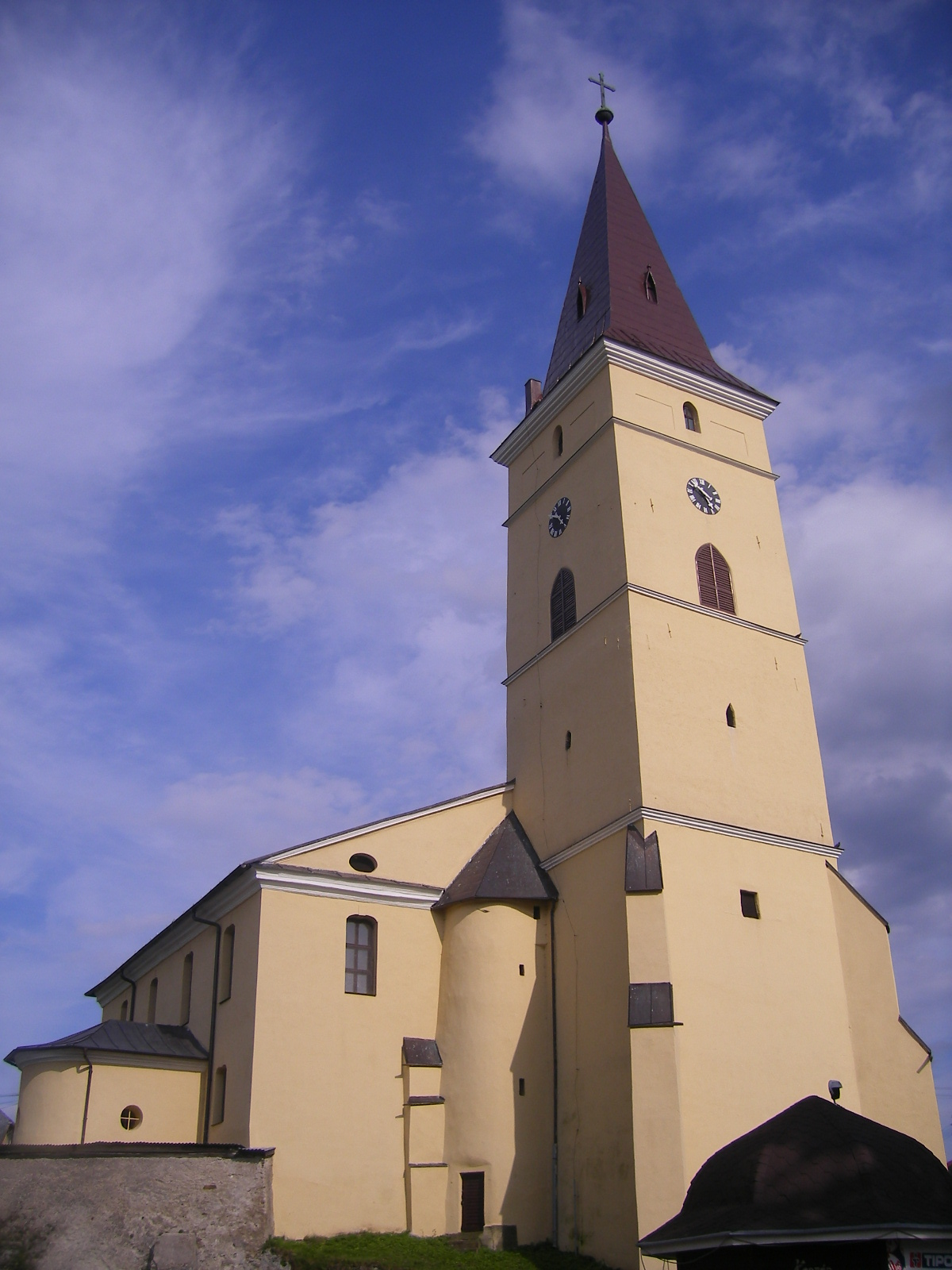
Katolikus templom
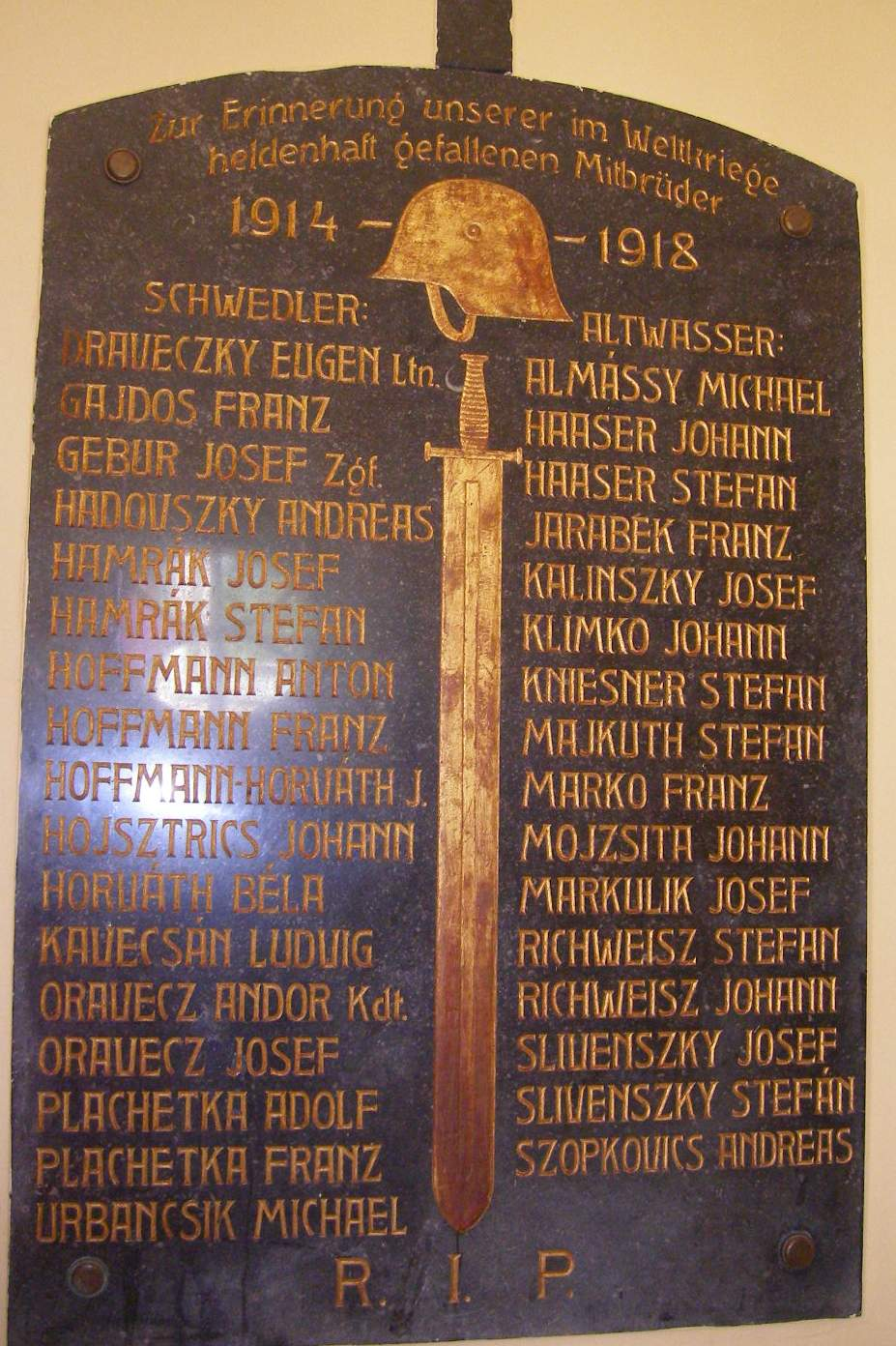
Az első világháború áldozatainak emlékműve a katolikus templomban
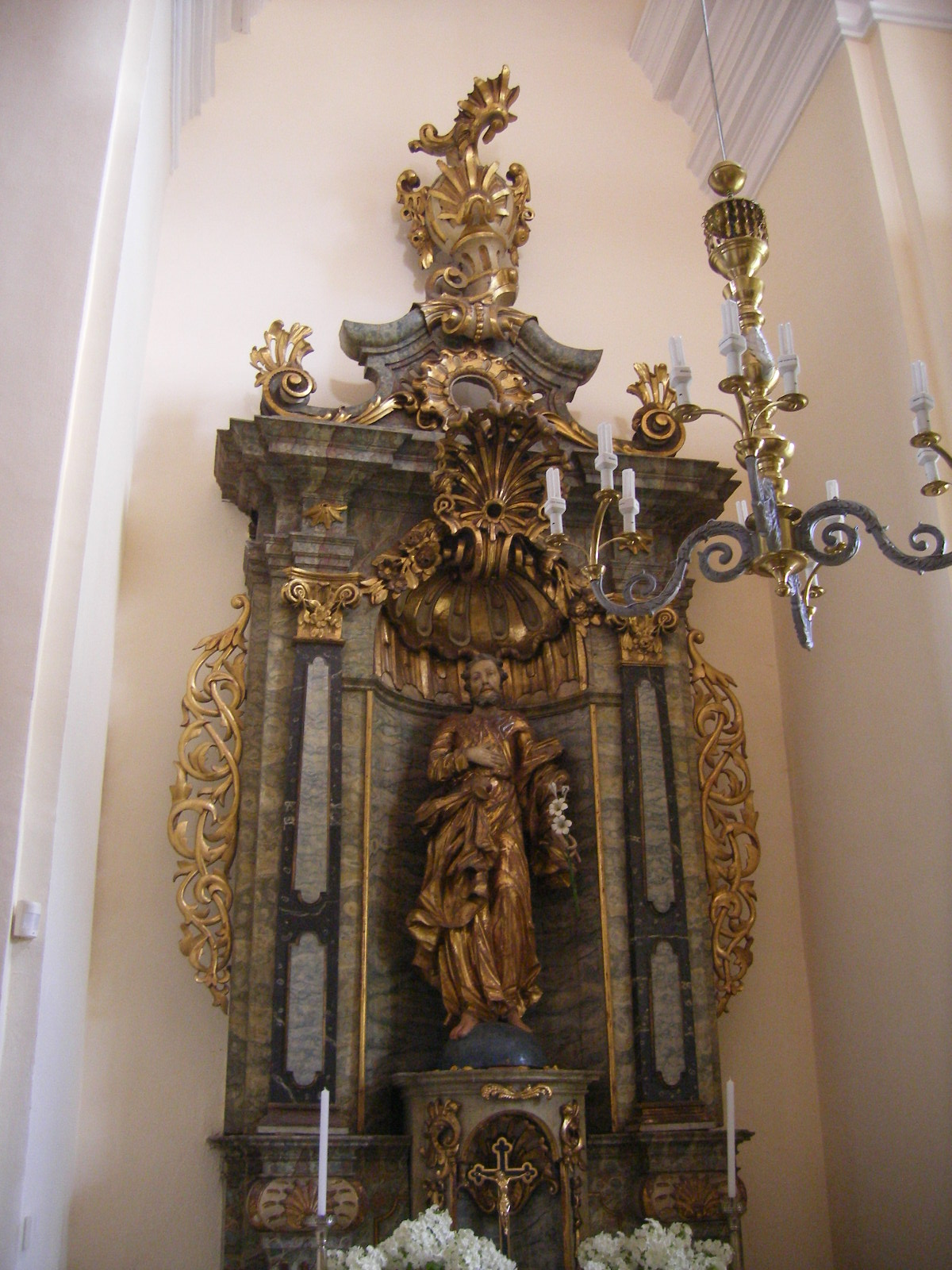
Katolikus templom
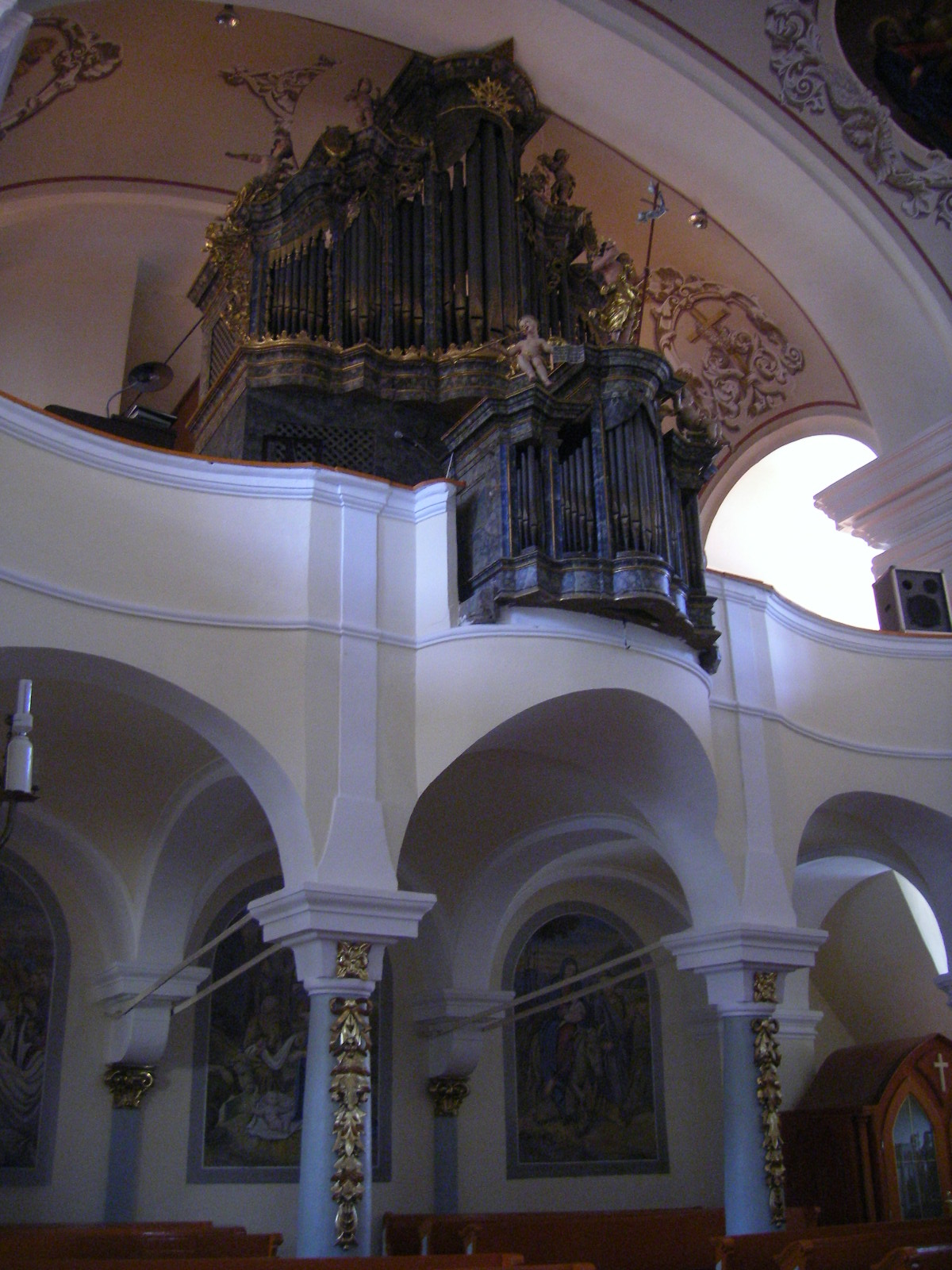
Katolikus templom
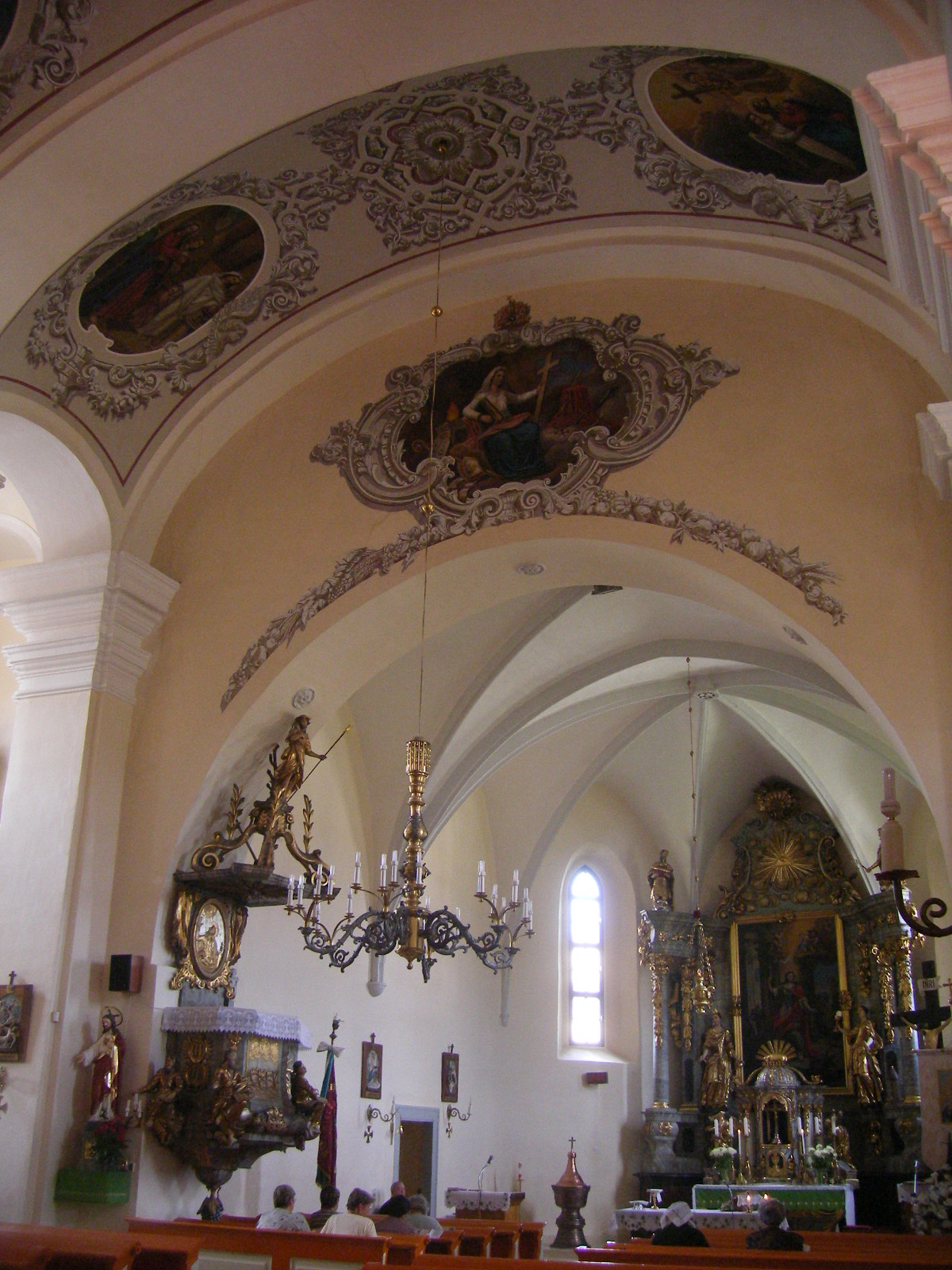
Orgona a katolikus templomban
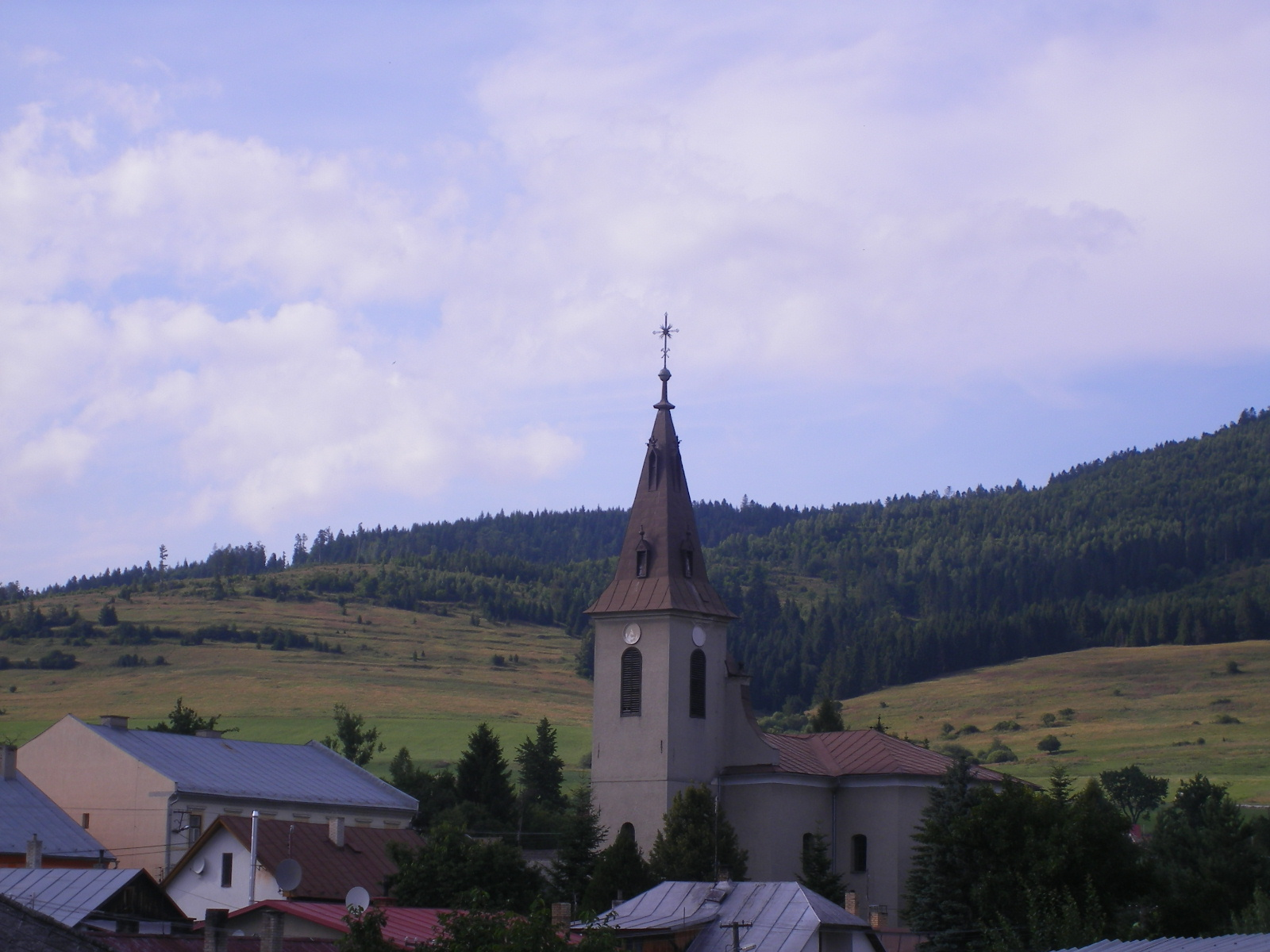
Evangélikus templom
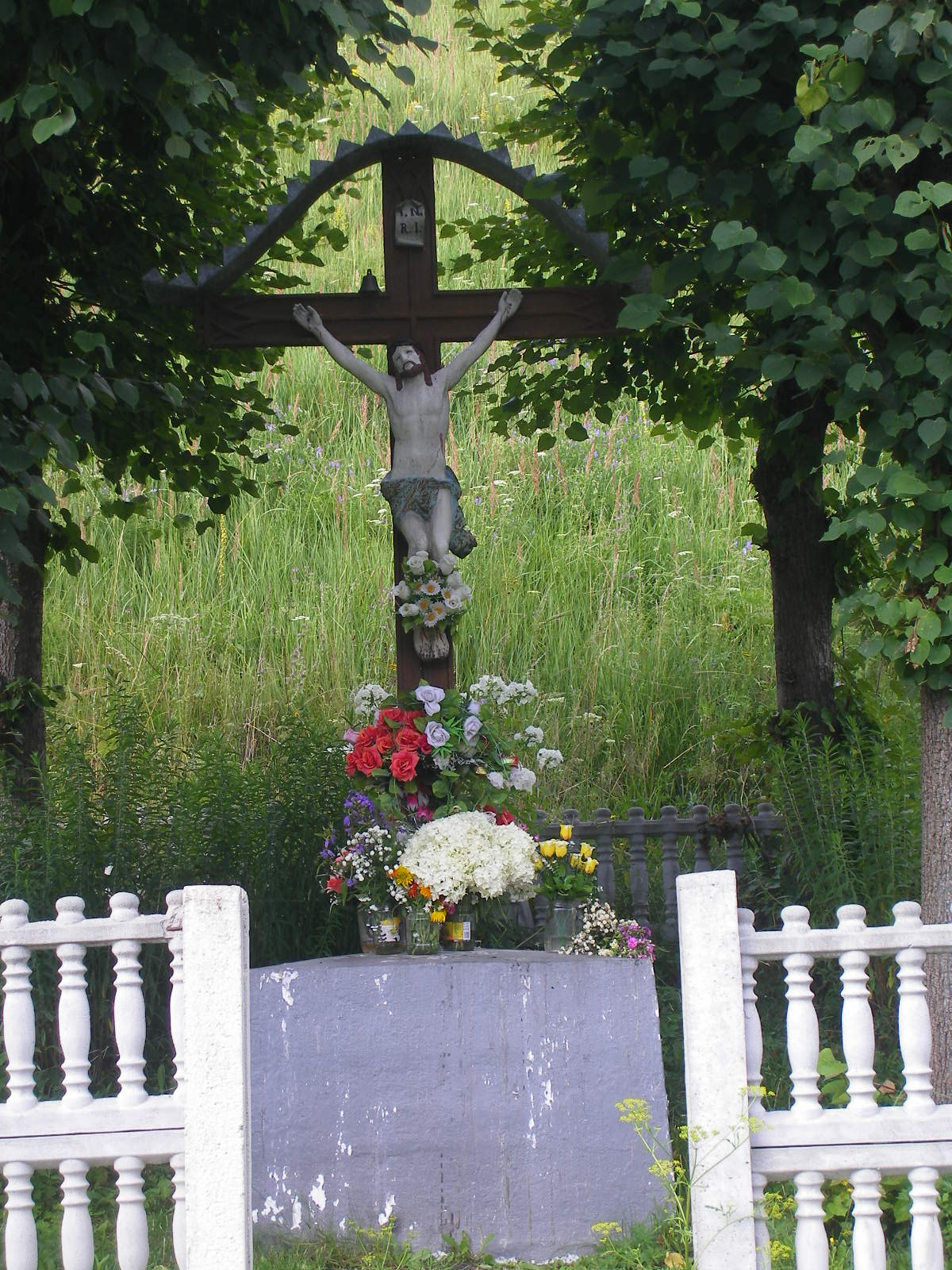
Útmenti feszület
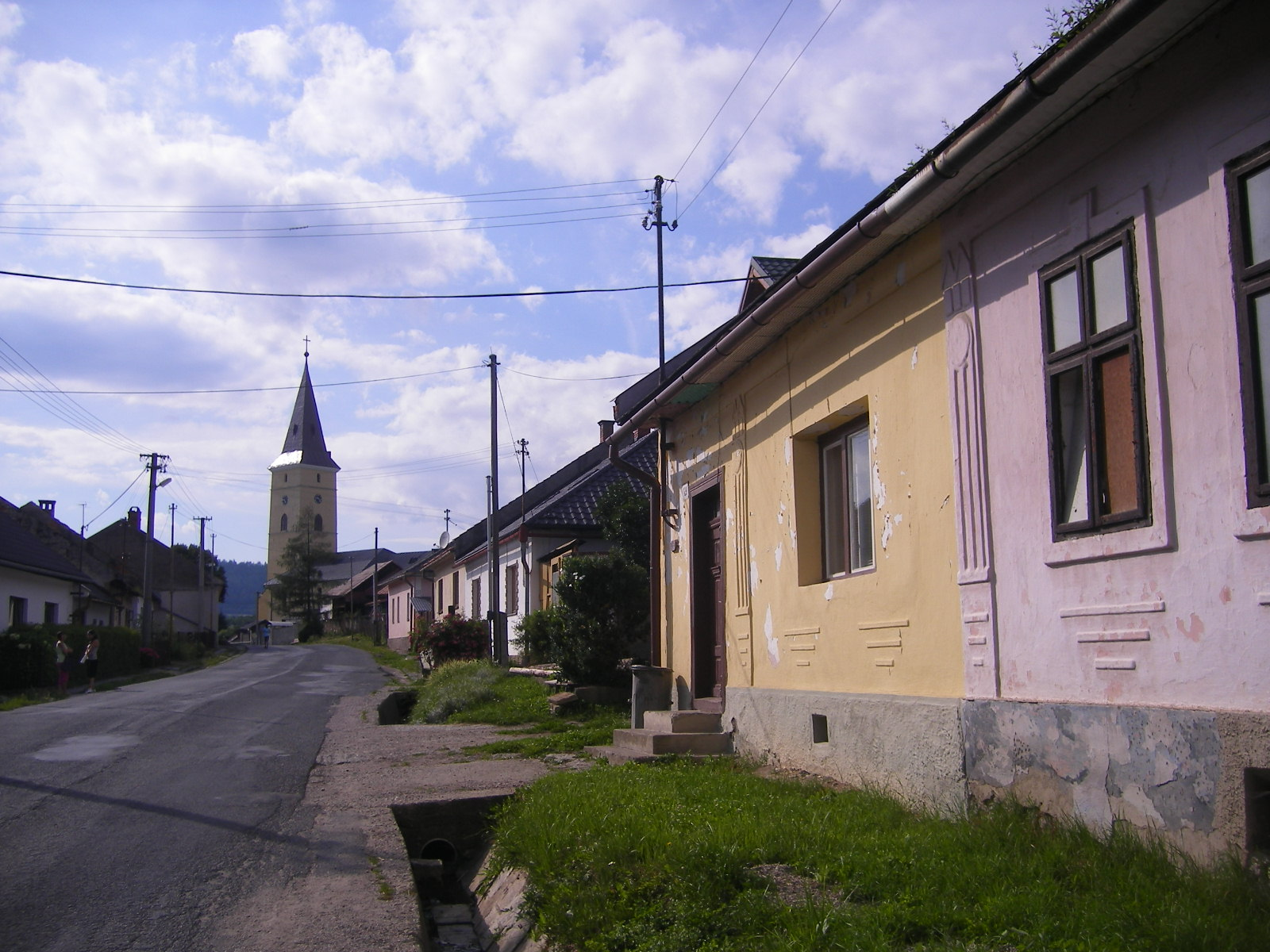
Svedléri utcakép
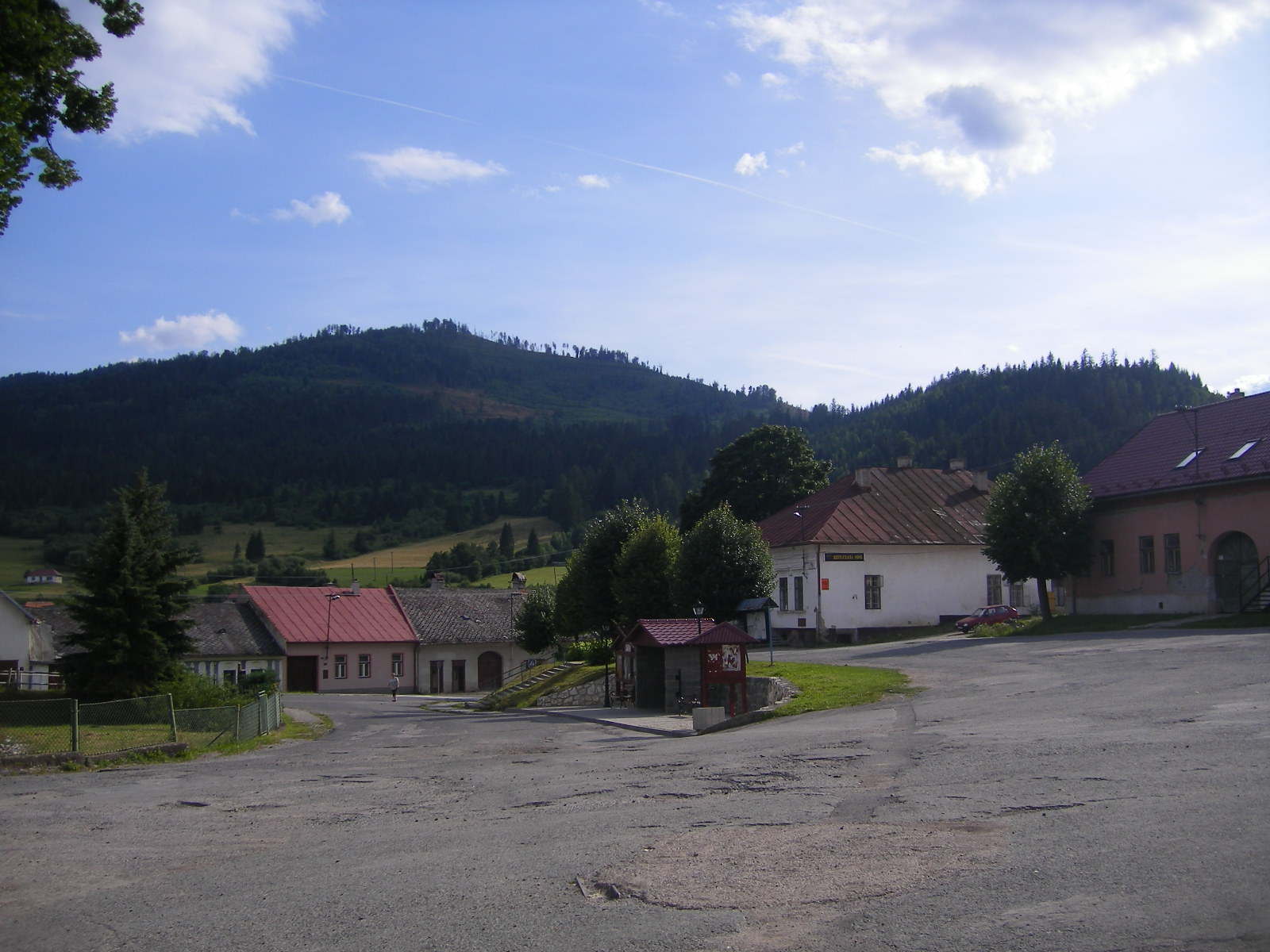
A község főtere
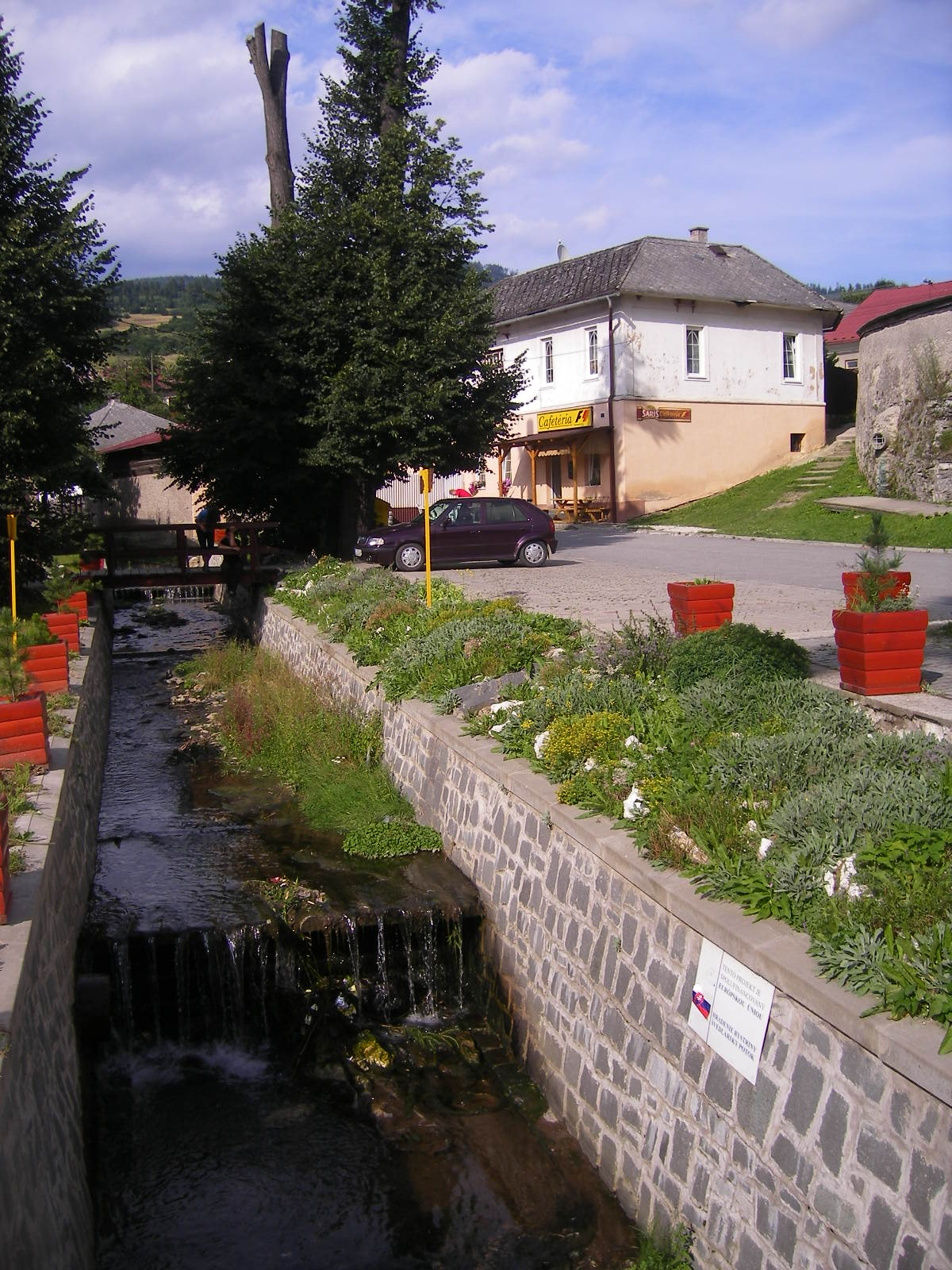
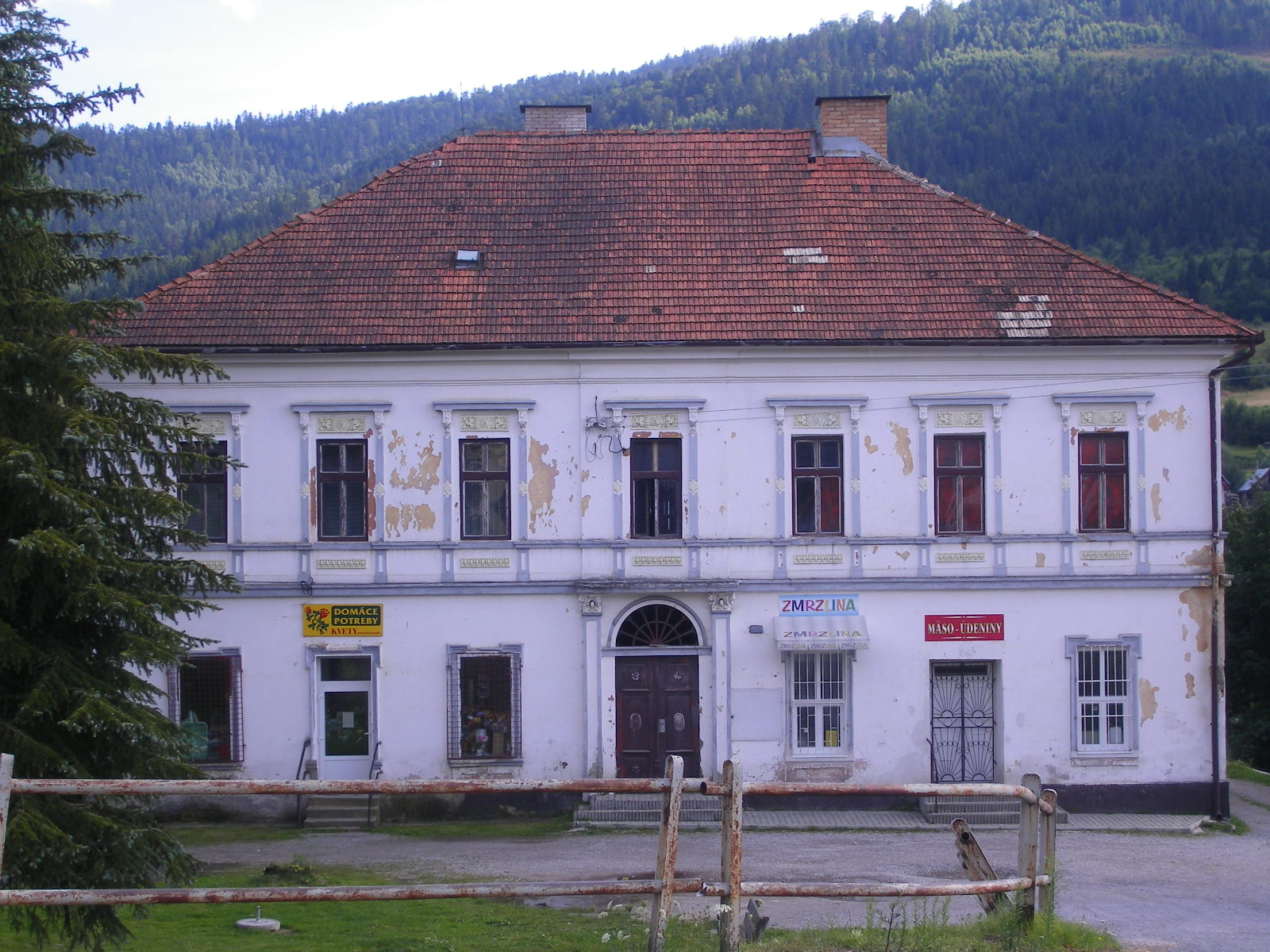
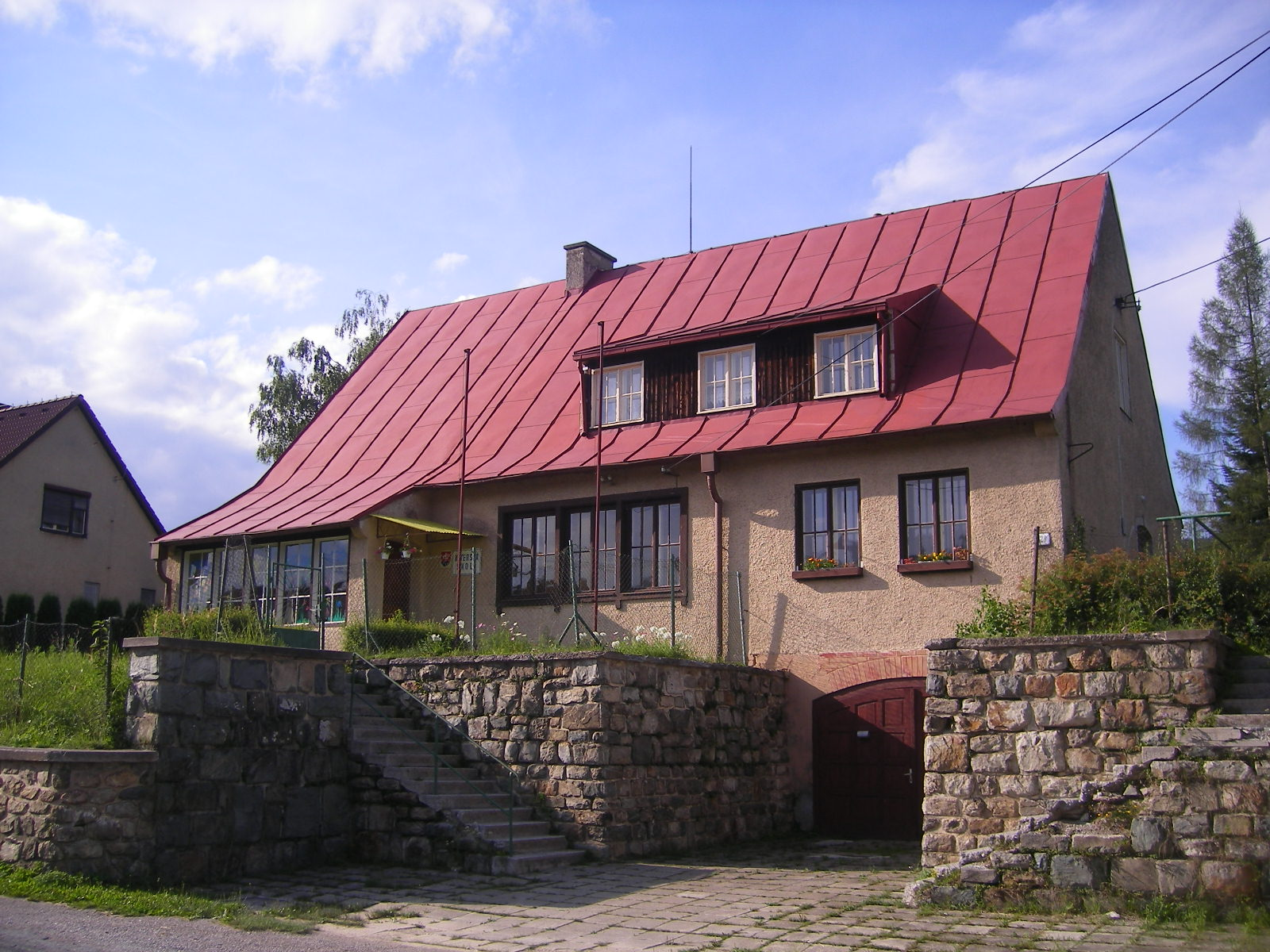
Óvoda
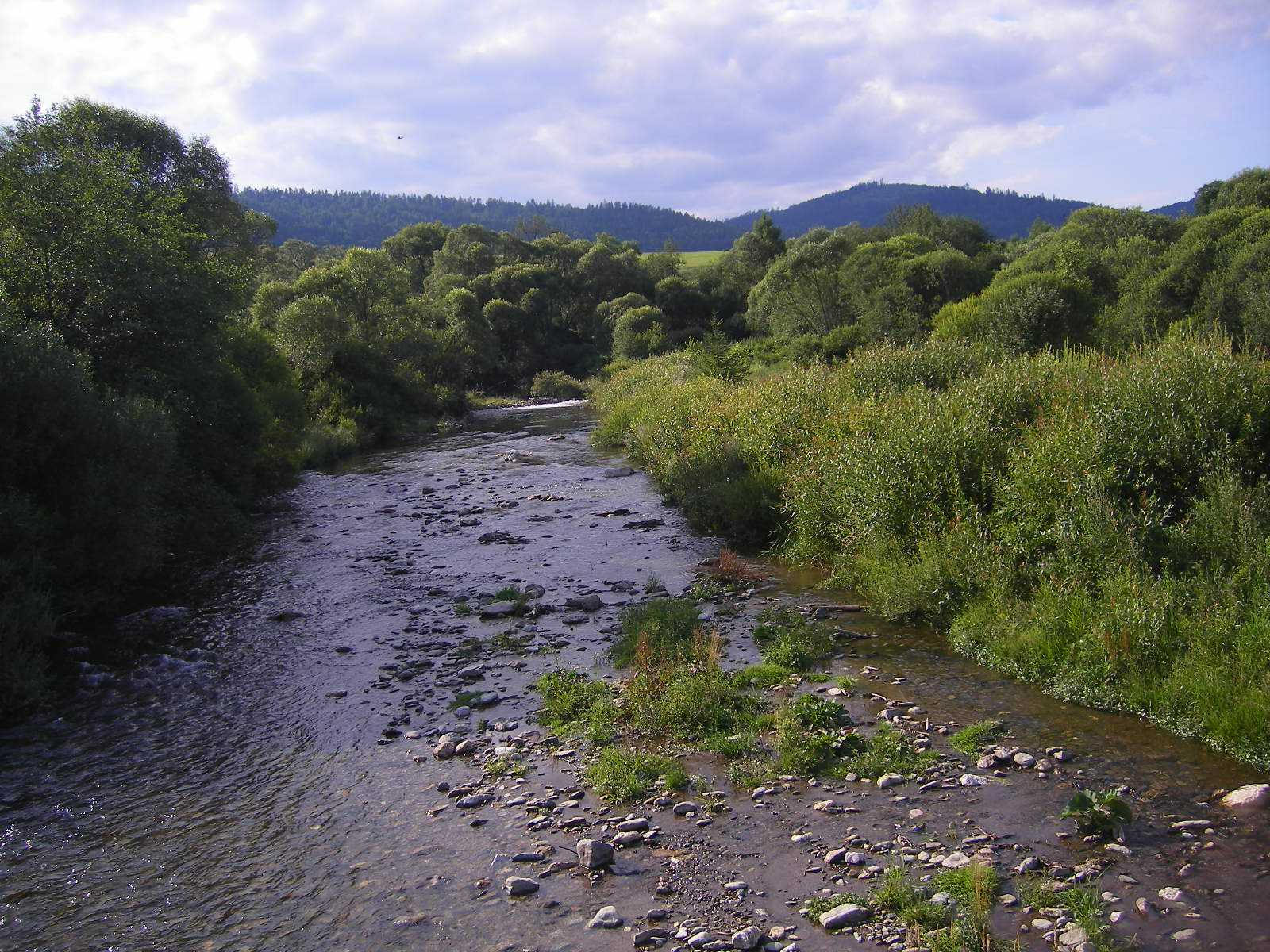
A Gölnic-folyó Svedlérnél